# Гілана Таарка
Гілана Таарка (ест. Hilana Taarka), також Гілана Тарка (ест. Hilana Tarka) (Дар'я Пісумаа ест. Darja Pisumaa), Дар'я Матвєєва (ест. Darja Matvejeva), Василя Таарка (ест. Vasila Taarka); 22 березня 1856, село Гілана, Вирумаа — 27 грудня 1933, село Вимморскі, Печорський повіт) — виконавиця рунічних пісень сету. Носила неофіційний титул «Співоча мати сету» (ест. Setu lauluema).

## Біографія
Мати Гілани Таарка звали Ока (Агафія Герасимова). У 16-річному віці її видали заміж за чоловіка, на ім'я Матс (Матвій Гаврилов) із села Гярма. У сім'ї було четверо дітей, Гілана — найстарша. Її батьківщиною було село Гілана (Хіланам'яги, ест. Hilanamägi). Сім'я була багата, але батько став пияком і розпродав майже всі свої землі, внаслідок чого у брата Гілани, спадкоємця, залишився лише один земельний наділ. Коли Гілані виповнилося 13 років, вона почала допомагати матері в молотьбі ручним жерном. За роботою мати навчала Гілану співати. Співала Ока добре, і до неї ходили фольклористи записувати пісні. Ока співала на багатьох весіллях і брала із собою Гілану. Померла Ока у віці 34 років. Матс прожив 60 років. Заміж Гілана не вийшла. Сватався до неї один наречений із сусіднього села, але родичі чинили опір їхньому весіллю, тому що у нього було ще два брати, а землі було мало. Поза шлюбом Гілана народила п'ятьох дітей: Феклу, Сергія, Ірину, Агафію та Тетяну, батьком яких був Василь Іванович Коосер.

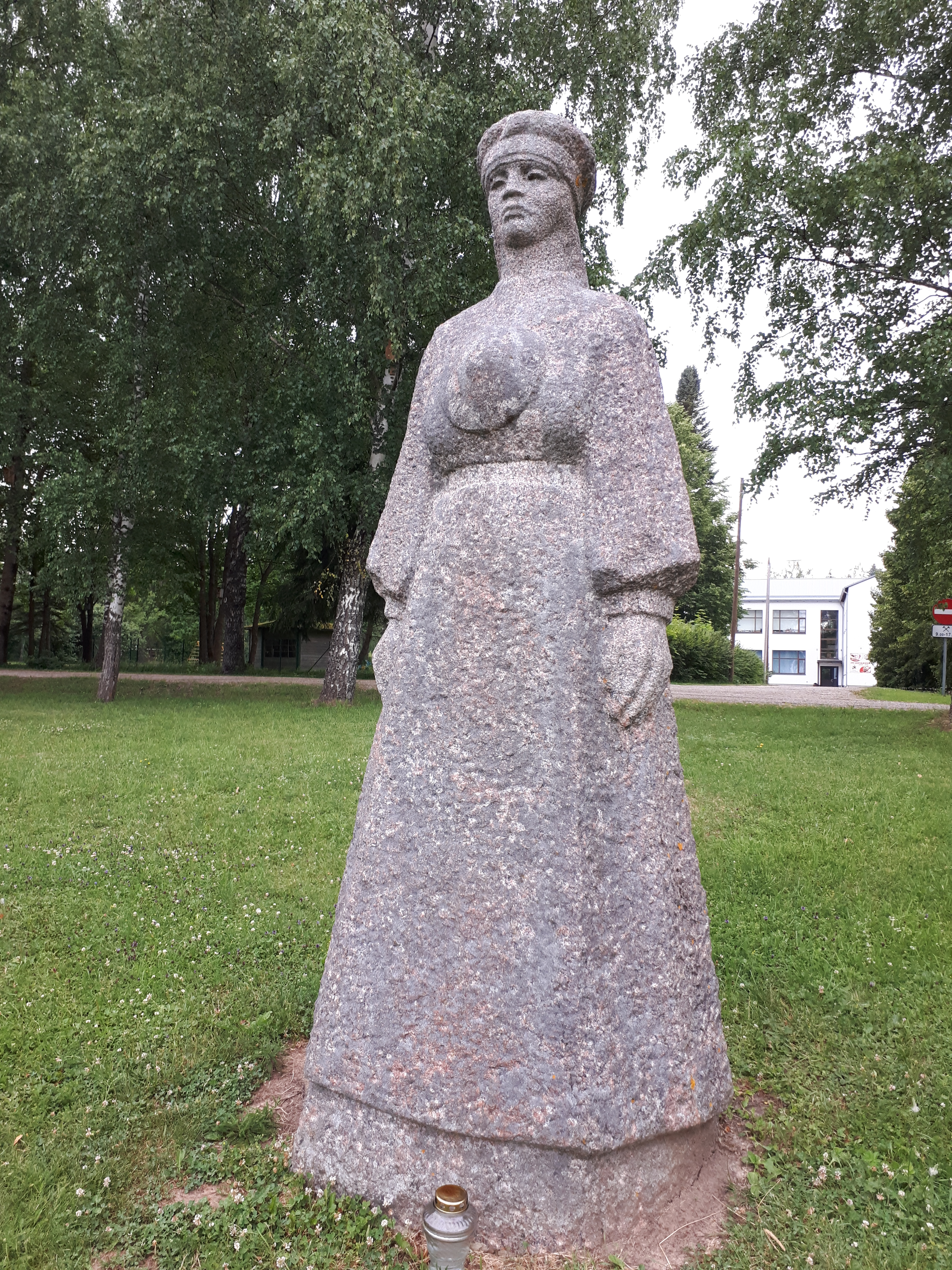
Пам'ятник Співочій матері сету Гілане Тарка у селі Обініця

Гілана Таарка була першою, хто познайомив освічені кола Естонії з народними піснями представників сету які проживають на південному сході країни. У великій сім'ї виконавців рунічних пісень сету ще за часів Якоба Гурта поряд з такими співаками, як-от Міко Оде (Євдокія Канністе, 1864—1924) та Мартіна Іро (Ірина Луйк, 1866—1947), Таарка стала особливо відомою завдяки своїй дивовижній здатності до імпровізації та предметного багатства пісенної творчості.
У Янів день 1921 року Гілане Таарка випала велика честь як солістка привітати зі святом президента Фінляндії у Гельсінкі, а також виступити на Фінському святі пісні.
У 1920-х роках вона співала на кількох публічних концертах, зокрема у концертному залі «Естонія» у Таллінні. На першому співочому святі сету у 1922 році Гілана Таарка виконала вітальну пісню в супроводі 100 народних співаків зі всієї Сетумаа.
За сприяння інструктора Товариства прикордонних земель (ест. Piirimaade Selts) Самуеля Соммера та Академічного товариства рідної мови (ест. Akadeemiline Emakeele Selts) трьом «Співочим матерям сету» — Гілане Таарка, Мартіні Іро та Анне Вабарна — у 1926 році призначили невелику щомісячну грошову допомогу від Естонської Республіки. Однак останні роки життя Гілани Таарка пройшли у великій бідності, про що вона співала 2 у своїх піснях:
Olõ-õs meil põldu, mida põima, 

Olõ-õs rüki, mida rühki, 

Külä-ks võti künnümaa, 

Vald ragi mi varigu!

Померла 27 грудня 1933 року у віці 77 років у своєму маленькому будинку в селі Вимморскі, на руках дочки Тетяни (Taana, Tattö). У газеті «Lääne Teataja» від 6 січня 1934 писали, що, за місцевими чутками, Гілана Таарка померла від голоду. Похорон відбувся 31 грудня на цвинтарі села Обініця.

## Творча спадщина
У великому пісенному репертуарі Гілани Таарка було трохи довгих епічних пісень, як у Міко Оде та Мартіни Іро, але серед іменитих співаків сета Гілана Таарка (Wasila Taarka у волосних записах) була першою у виконанні гумористичних пісень, що складаються з жартів та бурчання, томі її часто запрошували співати на вечірках і весіллях у Сетумаа.
Наспівані Гіланою Таарка Якобу Гурту (1903) та історику Гендріку Пранцу (1889) руни були видані Гуртом у збірці «Setukeste lauludes». У двох томах збірки серед пісень інших співаків налічується 29 пісень Гілани Таарка, з них 16 простих пісень:
- давньорелігійні: «Päevapoeg», «Neiu veri», «Hiiv hitskmehe», «Imelik koda» і «Ait põleb»;
- християнські: «Jeesuse surm»;
- казкові: «Haned kadunud», «Hobune varastatud», «Oravad oksalt — müügiks müüril», «Karjaneiu ja kaupmehed» і «Neiu liin»;
- дівочі: «Neiu kiidab oma käsitööd»;
- різдвяні ігрові: «Liigu, liigu lijnakõnõ!»;
- весільні пісні нареченої: «Ristimäle (pulma kutsudes)», «Ristimäle (saaja-päeval)» та «Neiu trotsijale» .

Багатоскладових пісень Гілани Таарка в цих виданнях налічується 13:
- «Kosjasõit + Kalmuneiu»;
- «Hääl kadunud + Vend pilliks Pihkvas»;
- «Neiu vennad + Tänuline lind»;
- «Tütar vette + Uibonõ näiokõnõ + Neiumüük»;
- «Kolm vaest + Härjad varastatud»;
- «Rikas kosilane + Kuhja loomine».

Найдовша з них — 128-рядкова пісня «Kosjasõit + Kalmuneiu».
Фольклорист із Фінляндії Армас Отто Вяйсанен записав багато пісень з цієї збірки на фонограф і переписав від руки у 1913, 1914, 1921 та 1922 роках. Сетуський фольклор збирали також студент філологічного факультету Тартуського університету Паулопрійт Воолайне (1899—1985) та вчитель Яан Айнело (1882—1941). За даними Вяйсянена, більша частина заспіваних Гіланою Таарка хвалебних і сумних пісень залишилися все ж таки незаписаними, зокрема, всі ті, які вона співала на весіллях в Сетумаа й Естонії, а також своїм гостям після 50-річного віку.

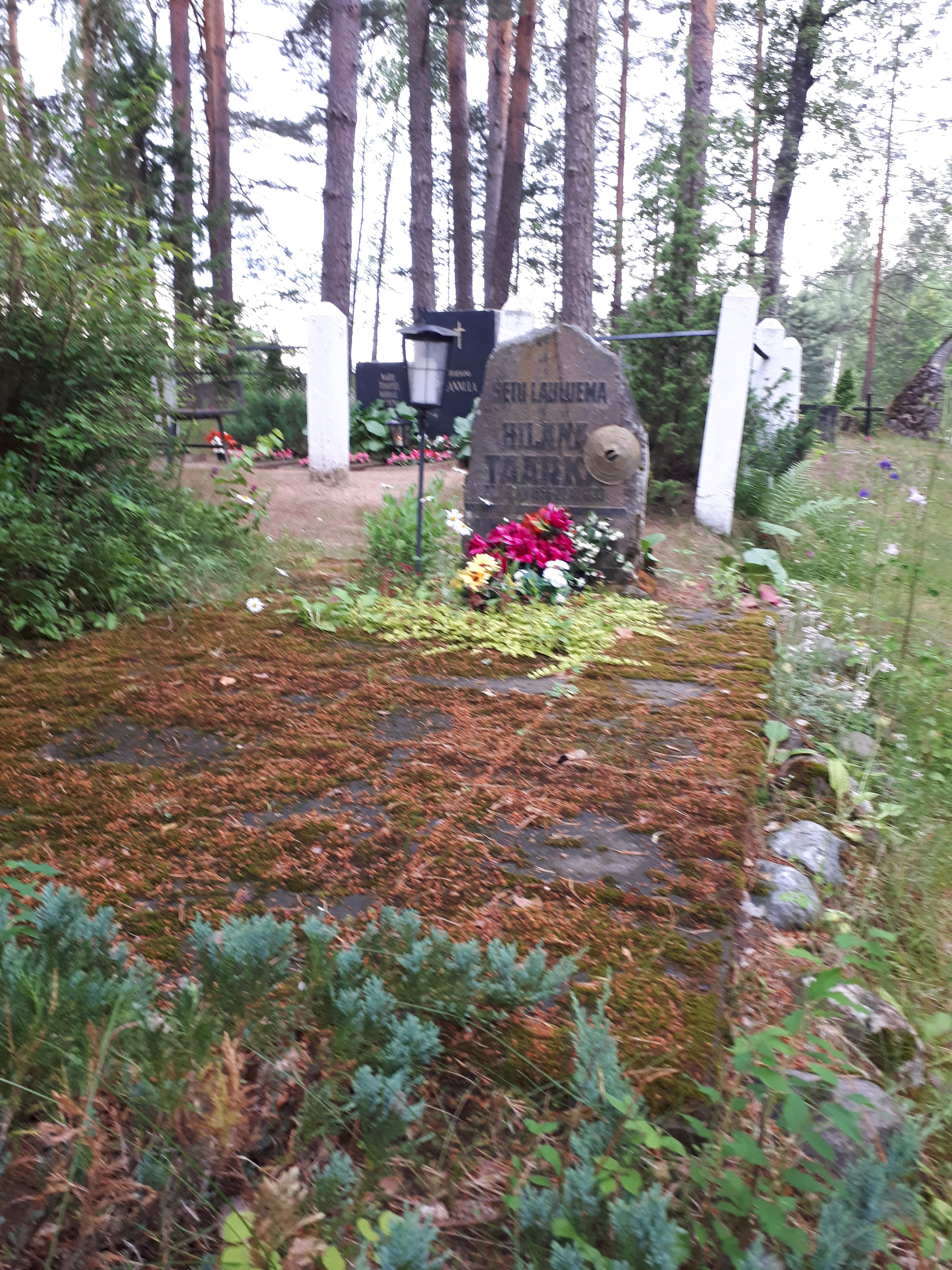
Могила Гілани Таарка на цвинтарі села Обіниця (червень 2019)

## Увічнення пам'яті
- Фінський скульптор Айпо Сайло (ест. Aipo Sailo) в останні роки життя Гілани Таарка створив її погруддя.
- У 1986 році у селі Обініца було відкрито пам'ятник «Співоча мати сету Гілана Таарка» роботи скульптора Ельмара Ребане (ест. Elmar Rebane).
- Волість Сетомаа нагороджує культурною премією імені Гілани Таарка за визначну роботу зі збереження традиційної культури сету[9][10].
- Вирумська поетеса Юлле Кауксі написала п'єсу «Таарка», яку виконували влітку 2005 та 2006 років у селі Обінітса.
- У 2008 році кіностудія «Exitfilm» випустила створений на основі театральної п'єси художній фільм «Таарка», режисер Айн Мяеотс (ест. Ain Mäeots), у головній ролі Інга Салуранд (юна Таарка), Сійрі Сісаск (Дар'я (Таарка) Пісумаа) та Мар'є Метсур (літня Таарка)[11][12].